# آنجلو اسکولا
آنجلو اسکولا (تلفظ ایتالیایی: [ˈandʒelo ˈskɔ:la]؛ زادهٔ ۷ نوامبر ۱۹۴۱) متخصص الهیات، استاد دانشگاه و کاردینال اهل ایتالیا است. وی در ۲۸ ژوئن ۲۰۱۱ میلادی توسط بندیکت شانزدهم به‌سمت اسقف شهر میلان منصوب شد. او همچنین از سال ۲۰۰۲ تا ۲۰۱۱ اسقف شهر ونیز بود. اسکولا در سال ۲۰۰۳ به‌سمت کاردینال ارتقا یافت.